# Ürgüp (district)
Ürgüp is een Turks district in de provincie Nevşehir en telt 33.400 inwoners (2007). Het district heeft een oppervlakte van 562,9 km². Hoofdplaats is Ürgüp.
De bevolkingsontwikkeling van het district is weergegeven in onderstaande tabel.

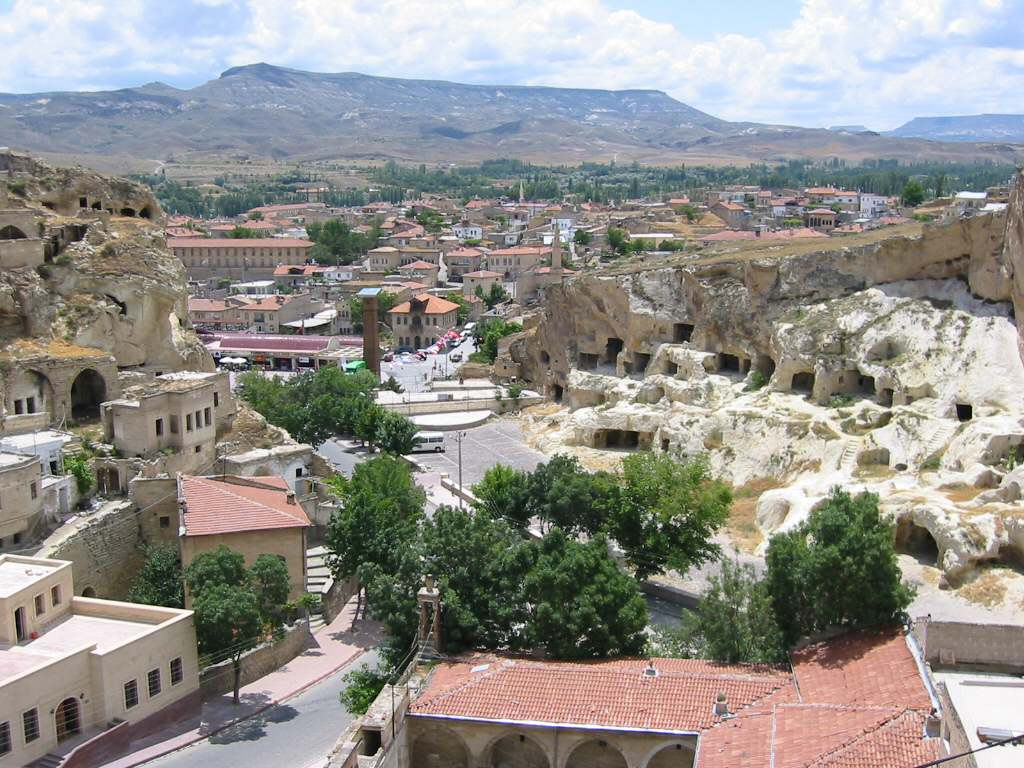
Uitzicht op Ürgüp

| 1997   | 2000   | 2007   |
| ------ | ------ | ------ |
| 33.459 | 38.004 | 33.400 |